# Bessie Te Wenerau Grace
Pour les articles homonymes, voir Grace.
Bessie Te Wenerau Grace, née le 28 octobre 1889 à Pukawa et morte le 20 juin 1944 à Melbourne, également connue sous les noms de Wene et sœur Eudora, est une enseignante, directrice d'établissement scolaire et religieuse néo-zélandaise. En 1926, alors qu'elle vit à Kilburn, elle obtient un Bachelor of Arts par correspondance à l'université de Canterbury, ce qui fait d'elle la première femme maorie à obtenir un diplôme universitaire.

## Biographie

### Jeunesse et études
Grace naît le 28 octobre 1889 à Pukawa, sur les rives du lac Taupo,. Sa mère, Te Kahui Te Heuheu (1860-1929), est la fille aînée de Horonuku Te Heuheu, un chef suprême Ngāti Tūwharetoa (en),. Son père est Lawrence Grace, fils d'un missionnaire, député de Tauranga. Grace est l'aînée de douze enfants. Bien que le père de Grace ait créé une école autochtone à Pukawa en 1895, dont son propre frère est le directeur, il souhaite que ses propres enfants soient éduqués dans une école européenne néo-zélandaise. Grace et ses frères et sœurs sont élevés à Blenheim par son oncle et sa tante, l'archidiacre Grace et sa femme, et fréquentent l'école primaire de Blenheim Borough. Elle remporte la bourse du Marlborough Education Board en 1898, ce qui lui permet de fréquenter l'école secondaire sans frais. Entre 1899 et 1903, Grace est en pension au Nelson College for Girls, à environ 110 km de Blenheim. Le collège est dirigé par Kate Edger, la première diplômée universitaire de Nouvelle-Zélande. Grace est probablement la première étudiante maorie du collège. À l'université, Grace se lie d'amitié avec l'artiste et physiothérapeute Cora Wilding. 
Grace poursuit sa scolarité au Nelson College après son inscription. Les professeurs, parmi lesquels Kate Edger, Althea Tendall et Beatrice Gibson, sont pour la plupart diplômés de l'université de Canterbury et entretiennent des liens étroits avec l'université de Christchurch, dont le Nelson College devient un établissement partenaire, permettant aux femmes d'étudier et de passer leurs examens sans déménager à Christchurch. 
En 1905, Grace s'inscrit à l'université de Christchurch, où elle reste sept ans. Elle représente le Collège universitaire au sein des équipes de tennis et de hockey lors de matchs locaux et est partenaire du futur champion du monde Anthony Wilding en double mixte. En 1909, Grace est élue vice-présidente du comité exécutif de l'Association des étudiants de Canterbury. Elle est rejointe par son frère, Lawrence William Te Heuheu Grace, l'année suivante. 
Grace suit une formation d'enseignante, est nommée House Mistress et enseigne l'anglais au St Margaret's Girls' College de Christchurch en 1912. L'école est une école anglicane privée, alors dirigée par trois membres de la Communauté des Sœurs de l'Église, assistées de plusieurs enseignants laïcs. Pendant qu'elle habite là-bas, Grace enseigne également la natation, la plongée, le golf et est présidente du club de littérature. En 1912, les élèves de Grace débattent avec ceux du lycée voisin, la Christchurch Girls' High School sur le sujet, « L'exécution de Marie Stuart est-elle justifiable ? ». St Margaret's perd le débat, mais remporte le prix du meilleur discours, décerné par Ngaio Marsh. 

### Voyage en Europe
En 1912, Grace et sa sœur Agnes demandent toutes deux le statut légal d'Européennes néo-zélandaises, en vertu du Native Land Amendment Act de 1912. Deux des quatre premiers Maoris ont ainsi été européanisés. Le statut de détenteurs européens de terres natales permettrait aux sœurs Grace de vendre les terres dont elles ont hérité individuellement plutôt que de devoir être liées par un titre collectif. Grace a alors déjà prévu de voyager en Europe et pense peut-être qu'il sera plus facile de voyager à l'étranger en tant qu'Européenne néo-zélandaise. 
Grace voyage avec sa cousine Monica en Angleterre en mai 1913, où elles rendent visite à Cora Wilding, qui étudie l'art à Bushey dans le Hertfordshire. Elles séjournent chez leur oncle, le révérend George Grace, à Stanstead Abbotts, et rencontrent le frère de Grace, Richard, étudiant en médecine à l'université d'Édimbourg. Avant ou pendant le voyage, Grace se fiance à Anthony Wilding, mais déclare à ses frères et sœurs avoir annulé sa proposition. Elle retourne seule en Nouvelle-Zélande en 1914. 

### Carrière d'enseignante
Bien qu'elle n'ait pas terminé ses études universitaires, Grace obtient un poste au St Hilda's Collegiate de Dunedin à partir de 1915. Elle enseigne le tennis et le chant en quatrième année,. En 1921, après avoir vu des collègues quitter St Hilda pour enseigner dans des écoles en Birmanie, en Australie et à Londres, Grace se rend à la maison mère des Sœurs de l'Église à Kilburn, à Londres, afin de devenir religieuse. 
Grace arrive à Kilburn en septembre 1922 et est admise comme novice le 2 juillet 1924,,.    L'ordre encourage Grace à terminer ses études de premier cycle et elle obtient son Bachelor of Arts par correspondance à l'université de Canterbury en 1926, après avoir étudié le français, l'allemand et l'éducation. Elle obtient également un prix en tennis sur gazon,,. Cela fait d'elle la première femme maorie à obtenir un diplôme universitaire. En 1926, Grace s'inscrit au St Mary's College de l'université de Londres, où elle obtient en 1927 un Master of Arts avec mention très bien en langues modernes,. Elle obtient le diplôme Berlitz pour ses études en français, allemand et espagnol. Le 7 septembre 1928, Grace entre officiellement dans les ordres à Kilburn, sous le nom de Sœur Eudora (litt., du grec « excellent don »). 
Grace est directrice de la St Hilda's Collegiate School à Paddington de 1928 jusqu'à sa fermeture en 1936. Pendant trois ans, Grace fait une pause dans son enseignement et séjourne à la maison de convalescence St Mary à Broadstairs, prenant soin d'enfants malades et d'orphelins. 

### Retour en Océanie
En 1939, l'ordre lui demande de diriger l'école de l'ordre à Melbourne. Ses anciens élèves se souviennent d'elle comme « [...] accessible, [...] humaine » et affirment : « aucun d'entre nous n'a jamais douté de sa force ou de sa maîtrise d'une situation ». Grace reste directrice de l'école St Michael's à Melbourne jusqu'à sa mort en 1944,.  
En novembre 1943, Grace retourne en Nouvelle-Zélande pour rendre visite à sa famille et achète une maison à Devonport en prévision de sa retraite. Cependant, peu de temps après son retour à Melbourne, un cancer lui est diagnostiqué. Elle meurt le 20 juin 1944 à Melbourne et est inhumée au cimetière de Box Hill. 

## Héritage
Cora Wilding commande une tasse en bois sculptée à réaliser par un sculpteur maori au Dominion Museum. Wilding se souvient de son amie comme « immensément populaire, une splendide capitaine de hockey, championne de tennis, qui donnait avant tout un exemple d'intégrité absolue et un sens aigu de l'honneur — sa parole une fois donnée n'a jamais été rompue ». 
De plus, la coupe Wene Grace est décernée chaque année après le concours de discours interanglican des écoles de filles. 
En 2017, Grace est sélectionnée parmi les « 150 femmes en 150 mots » par la Société royale de Nouvelle-Zélande, initiative célébrant les contributions des femmes au savoir en Nouvelle-Zélande. 